# 土用の丑の日
土用の丑の日（どようのうしのひ）は、夏の土用の期間にある丑の日のこと。土用の丑や土用丑とも呼ばれる。
「土用」とは雑節の１つで、四季の四立（立春、立夏、立秋、立冬）の直前の約18日間を指す。「丑の日」は十二支（干支）の「干支紀日法」に基づく日付。このため夏以外の季節にも土用の丑の日は存在するが、多くは夏の日を指す。1季節で2日生じる場合もあり、季節を問わないのであれば、土用の丑の日は1年に平均6.09日存在する。1季節で2日存在する場合には一の丑・二の丑と呼び分けられる。夏に「う」の付くものを食べるのと同様の習慣は他の季節にもあり、春は「い」、秋は「た」、冬は「ひ」とされている。
平気法と定気法で二十四節気が変わるため、土用も変わるが本項では太陰暦以来普及している定気法での土用を用いる。

## 日付
| 年                 | 一の丑  | 二の丑  |
| ------------------ | ------- | ------- |
| 2001年（平成13年） | 7月25日 | 8月6日  |
| 2002年（平成14年） | 7月20日 | 8月1日  |
| 2003年（平成15年） | 7月27日 | なし    |
| 2004年（平成16年） | 7月21日 | 8月2日  |
| 2005年（平成17年） | 7月28日 | なし    |
| 2006年（平成18年） | 7月23日 | 8月4日  |
| 2007年（平成19年） | 7月30日 | なし    |
| 2008年（平成20年） | 7月24日 | 8月5日  |
| 2009年（平成21年） | 7月19日 | 7月31日 |
| 2010年（平成22年） | 7月26日 | なし    |
| 2011年（平成23年） | 7月21日 | 8月2日  |
| 2012年（平成24年） | 7月27日 | なし    |
| 2013年（平成25年） | 7月22日 | 8月3日  |
| 2014年（平成26年） | 7月29日 | なし    |
| 2015年（平成27年） | 7月24日 | 8月5日  |
| 2016年（平成28年） | 7月30日 | なし    |
| 2017年（平成29年） | 7月25日 | 8月6日  |
| 2018年（平成30年） | 7月20日 | 8月1日  |
| 2019年（令和元年） | 7月27日 | なし    |
| 2020年（令和02年） | 7月21日 | 8月2日  |
| 2021年（令和03年） | 7月28日 | なし    |
| 2022年（令和04年） | 7月23日 | 8月4日  |
| 2023年（令和05年） | 7月30日 | なし    |
| 2024年（令和06年） | 7月24日 | 8月5日  |
| 2025年（令和07年） | 7月19日 | 7月31日 |
| 2026年（令和08年） | 7月26日 | なし    |
| 2027年（令和09年） | 7月21日 | 8月2日  |
| 2028年（令和10年） | 7月27日 | なし    |
| 2029年（令和11年） | 7月22日 | 8月3日  |
| 2030年（令和12年） | 7月29日 | なし    |

土用の丑の日になることがある日は、夏の土用になることがある7月19日 - 8月7日である。毎年夏の土用となる7月19日 - 8月7日は、いずれも等しく12年に1回の割合（12年間隔という意味ではない）で土用の丑の日となる。
1900年 - 2099年の間は土用の日付が少しずつ前倒しになるため、土用の丑の日になりうる日も変化する。1907年には、明治の改暦から現在までで唯一、8月8日が土用の丑の日（二の丑）となった。2096年には改暦以来初めて、7月18日が土用の丑の日（一の丑）となると予想される。

## 二の丑
前節のように、土用の丑の日が2回となる場合が多々ある。
夏の土用は太陽黄経が117度から135度（立秋）の前日までと定義され、平均18.82日間（18日:19日=18%:82%）ある。19日の年の場合、土用の入りから7日以内に丑の日があると（すなわち土用入りの日が未から丑の間のだと）、土用のうちにもう一度丑の日が巡ってくる。これが二の丑であり、57%の年にある。
夏の土用の入りは7月19日 - 20日なので、最も早い二の丑は入りが7月19日で丑の日だった場合の7月31日となり、7月に2回土用の丑の日が来る。2009年、明治改暦以来初めて（改暦前も新暦で計算すれば213年ぶりに）7月の二の丑となった。ただし、7月の二の丑はこれ以降21世紀の間はそれほど珍しくなく、2025年・2041年・2057年・2073年・2089年と16年周期で7月31日が二の丑となり、2096年には7月30日が二の丑になると予想される。

## 土用鰻（どよううなぎ）
日本でこの日食べるウナギを土用鰻という。もともと丑の日には「う」の付くものを食べるという習慣があり、古くは瓜やうどんが食されていた。
日本で「暑い時期を乗り切るために、栄養価の高いウナギを食べる」という習慣は万葉集にも詠まれているように古代に端を発するとされるが、土用の丑の日に食べる習慣となったのは、文政5年（1822年 - 1823年）当時の話題を集めた『明和誌』（青山白峰著）によれば、安永・天明の頃（1772年 - 1788年）よりの風習であるという。
農林水産省の広報用Webマガジンでは、鰻には夏バテ予防に必要な栄養素が豊富に含まれていると紹介されている。
しかし、日本における疲労研究の第一人者である大阪市立大学大学院特任教授の梶本修身によれば、「栄養価の高いものを食することが当たり前になった現代はエネルギーやビタミン等の栄養不足が原因で夏バテになることは考えにくく、現代において夏バテ防止のためにうなぎを食べるという行為は医学的根拠に乏しいとされ、効果があまりない」としている。

### 由来

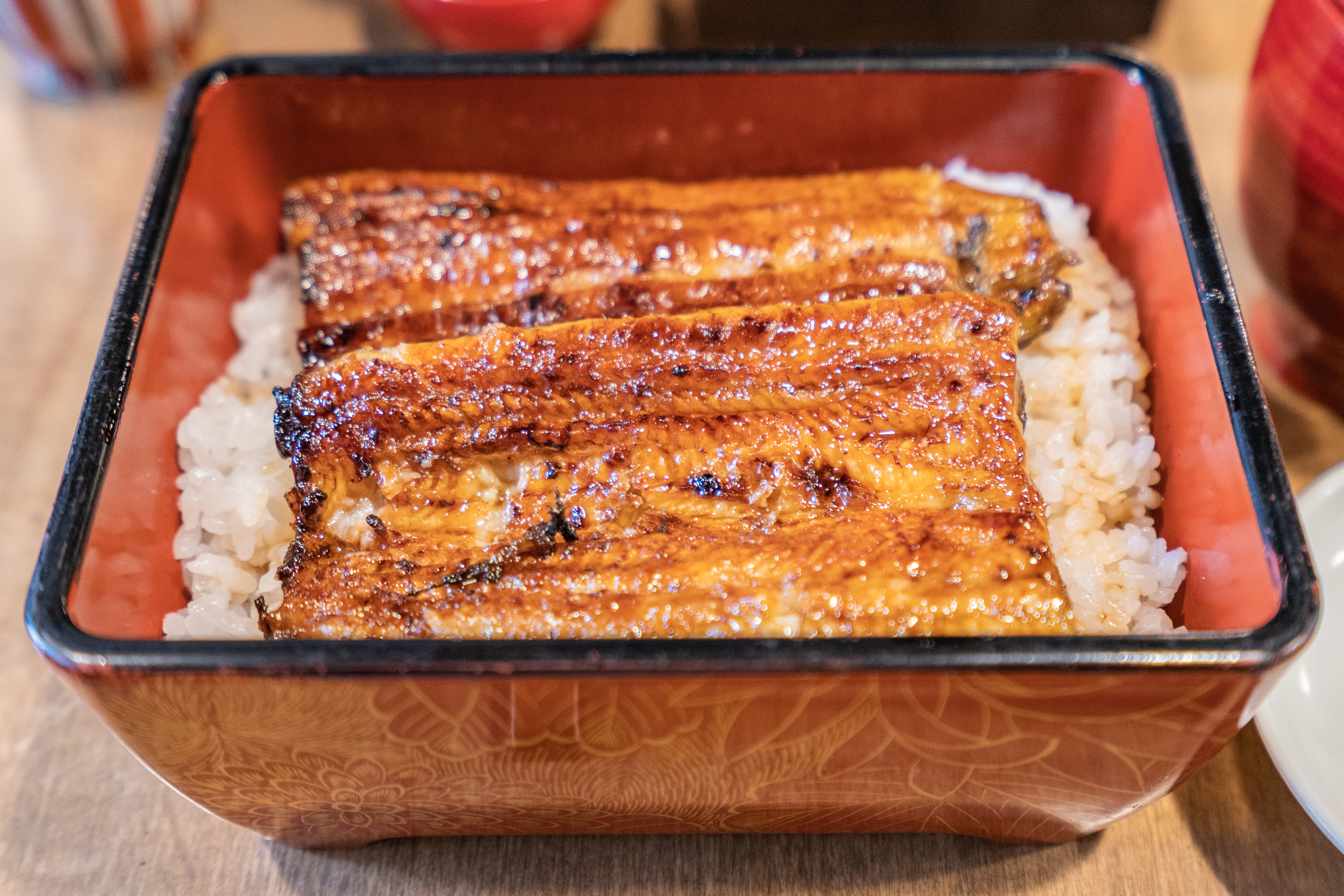
鰻の蒲焼（うな重）

#### 通説（平賀源内説）
鰻を食べる習慣についての由来には諸説あり、「讃岐国出身の平賀源内が発案した」という説が最もよく知られている。しかし、平賀源内説の出典は不明で、前述の『明和誌』にあると説明するケースもあるが、『明和誌』には記されていない。源内説は細かなバリエーション違いがあるが、要約すれば「商売がうまく行かない鰻屋（知り合いの鰻屋というパターンもある）が、夏に売れない鰻を何とか売るため源内の元に相談に赴いた。源内は、「本日丑の日」と書いて店先に貼ることを勧めた。すると、その鰻屋は大変繁盛した。その後、他の鰻屋もそれを真似るようになり、土用の丑の日に鰻を食べる風習が定着した」というもの。丑の日と書かれた貼り紙が効力を奏した理由は諸説あり定かではないが、一説によれば「丑の日に『う』の字が附く物を食べると夏負けしない」という風習があったとされ、鰻以外にはウリ、梅干し、うどん、ウサギ、馬肉（ウマ）、牛肉（ウシ）などを食する習慣もあったようだが、今日においては殆ど見られない。瓜を食べる風習はウナギの箸休めとして出される奈良漬けという形で残存している。
鰻にはビタミンA・ビタミンB群が豊富に含まれ、夏バテ、食欲減退防止の効果が期待できるとされているが、前述の通り栄養価の高い食品で溢れる現代においてはあまり効果は期待できないとされる。そもそも鰻の旬は冬眠に備えて身に養分を貯える晩秋から初冬の間で、夏の鰻は味が落ちるとされる。

#### その他の説
- 春木屋善兵衛説 - 「土用に大量のうなぎの蒲焼の注文を受けた鰻屋、春木屋善兵衛が、子の日、丑の日、寅の日の3日間で作って土甕に入れて保存しておいたところ、丑の日に作った物だけが悪くなっていなかったから」という説。『明和誌』と同じ文政年間（1818年 - 1831年）に著された『江戸買物独案内』によるとされるが、同書に前述のエピソードは記されていない。
- 蜀山人説 - 鰻屋に相談をもちかけられた蜀山人こと大田南畝が、「『丑の日に鰻を食べると薬になる』という内容の狂歌をキャッチコピーとして考え出したという話が天保10年（1839年 - 1840年）の『天保佳話』（劉会山大辺甫篇の狂詩集）に載せられている」と説明するケースがあるが、同書にそのような記載は一切ない。また、天保8年に刊行された同名の随筆集『天保佳話』を出典にあげることもあるが、同書にも大田南畝と土用丑の日を結びつける記述は一切ない。大田南畝の作品を集めた『紅梅集』（全集第二巻所収）には、鰻屋の「高橋」を讃えた狂歌と狂詩が掲載されている[10]が、狂歌と狂詩とも土用丑の日に関連付けられるものではない。
- 丑=鰻二匹説 - 墨汁を使って毛筆で「平仮名の『うし』と言う文字を書くと、まるで2匹の鰻のように見えたから」と言う説。

### その他
- 東京・東麻布の「野田岩」を始めとする一部の鰻料理店では「提供する鰻の品質を低下させたくない」との理由で土用の丑の日当日は休業としている店も存在する[11][12]。
- 鰻の産地である長野県岡谷市の岡谷商工会議所が、冬の土用の丑の日を「寒の土用の丑の日」として商標登録（出願番号：商願平11-39161号、登録番号：登録商標第4525842号）したほか、1998年には「うなぎのまち岡谷の会」が日本記念日協会に記念日として登録した。
- 鰻の養殖業を営む者らが中心となって、「夏以外の土用の丑の日にも、鰻を食べる習慣を普及させよう」という動きがある。スーパーマーケットやコンビニエンスストアでもこの動きが見られる。土用は季節の変わり目でもあるため、「栄養価の高いウナギを食べて、精を付けよう」という趣旨に一応の妥当性はある。

## その他の風習
- 平安時代から室町時代にかけては、疫病除けに「めぐり」と呼ばれる杉原紙を混ぜ込んだすいとんを食べる習慣や、アズキやニンニクを飲む習慣があった[13]。
- 石田散薬：土方歳三の生家が製造、販売していた薬。土用の丑の日限定で薬草を刈り取り製造していた。
- 湯田上温泉
- きゅうり加持
- 土用の丑の日に、寺院において、素焼きの皿（焙烙）に灸を置いたものを頭に据える「焙烙灸」という修法があり、頭痛などに験があるとされる[14]。
- 土用餅
- 丑の方位（北北東）を含めた北の守護神である玄武にあやかって黒いものを食べる習俗がある[15]。例としてはシジミや黒豆など。鰻を食べる謂れとして上述の「丑の日に『う』の字が附く物を食べると夏負けしない」の他に「丑の日に玄武にあやかって黒いものを食べるとよい」というものもある[15]。なお『う』から始まる黒い食べ物は鰻以外ではウニや牛（和牛）や烏骨鶏があるが一般的ではない。
- 鰻と同じく「精のつく黒い食べ物」として土用の丑の日にドジョウを食べる風習もあり、特に石川県金沢市では土用の丑の日に食べるどじょうの蒲焼が名物料理になっている。